# Daniel Aubin
Daniel Aubin, né le 14 novembre 1981 à Sudbury en Ontario au Canada, est un poète, journaliste, comédien, et réalisateur-associé franco-ontarien.

## Biographie
Né à Sudbury le 14 novembre 1981, Daniel Aubin fait ses études élémentaires et secondaires dans sa ville natale. Il obtient son diplôme d’études secondaires de l’Ontario en 2000 du Collège Notre-Dame. Il poursuit ses études postsecondaires à l'Université Laurentienne à Sudbury. En 2004, il complète son baccalauréat en arts d’expression.

### Vie professionnelle
Après ses études universitaires, Aubin commence sa carrière professionnelle. Il publie son premier recueil de poèmes, Plasticité, en 2004 chez Prise de Parole. La même année, il commence au journal Le Voyageur de Sudbury comme traducteur et rédacteur. En 2011, il devient journaliste pour Le Voyageur. Au fil des ans, il occupe divers emplois dont celui de librairie à la Librairie du Nouvel Ontario dans sa ville d’origine. Son deuxième recueil de poèmes, Néologirouettes, est publié en 2012. De 2013 à 2017, il travaille à la Galerie du Nouvel-Ontario en tant qu’agent de communication. Depuis 2017, il travaille à Radio-Canada comme réalisateur-associé, reporteur, et rédacteur culturel.
Aubin participe à plusieurs projets, notamment aux émissions Le matin du Nord et La petite séduction. En tant que comédien, il joue dans des pièces au Théâtre du Nouvel-Ontario. Lors de ses études au Collège Notre-Dame, Aubin a participé aux activités de la troupe de théâtre Les fous du Roy. Il a été l’animateur d’un podcast qui a facilité des conversations avec des poètes sur l’écriture et a récité des poèmes à voix haute, ce qui, selon lui, constitue la meilleure façon de découvrir la poésie. Au fil des années, Aubin livre aussi ses poèmes au Sudbury Blues Show et à la Galerie du Nouvel-Ontario. La bande Konflit Dramatik a mis en musique deux poèmes d'Aubin, soit « Words Fail » et « Tête de poisson », ainsi que des paroles de chanson écrites par lui.

### Thématiques et esthétiques
Inspiré par la poésie de Patrice Desbiens, Daniel Aubin soumet des poèmes à son professeur de littérature, Robert Dickson, aussi poète, qui l’encourage à soumettre un manuscrit aux Éditions Prise de parole. Cela mènera à la publication de son premier recueil, Plasticité.

#### Plasticité
Plasticité paraît en 2004 aux Éditions Prise de parole. Le recueil est divisé en quatre sections qui abordent toutes les mêmes thèmes, dont ceux de l’utilisation de la matière plastique et du monde commercial. Il traite, plus spécifiquement, des effets néfastes des industries et des usines dans sa ville natale, Sudbury, en Ontario. Aubin a un style très particulier et privilégie les répétitions, les anaphores, les jeux de mots, de même que l’alternance codique entre le français et l’anglais. Il aime les néologismes et se donne la liberté de créer des mots pour mieux s’exprimer et donner un caractère ludique à ses poèmes. Ses néologismes « rappellent plutôt la langue de Gœthe que celle de Shakespeare ou de Molière ». Certains disent que les répétitions rythmiques des sons sont plaisantes à l’écoute des poèmes et l'essence de sa poésie,.

#### Néologirouettes
Son deuxième recueil de poèmes, Néologirouettes est aussi publié aux Éditions Prise de parole. Ce recueil raconte un parcours de 10 années en six étapes. La thématique de la quête de l’amour et celle de la cohabitation de l’anglais et du français sont au cœur de ce recueil,. Aubin explore aussi l’identité franco-ontarienne à Sudbury et les « clivages culturels et politiques » concernant « l’anglicisation croissante de la population francophone »,. Ce recueil est considéré par certains comme un « manifeste de la contemporanéité ». L’esthétique de ce recueil est basée sur les jeux de mots sous forme des néologismes, comme dans son premier recueil, Plasticité. Les néologismes qu’Aubin crée sont visuellement et morphologiquement complexes, par exemple, « primordialogues, virigolant, maladramaturgie et majusculbutes ». Le rythme de ces néologismes est cadencé et rapide.

## Œuvres

### Recueils de poèmes
- Daniel Aubin, Plasticité, Sudbury, Prise de parole, 2004, 60 p. (ISBN 9782894238301, 2894238304, 9782894234242 et 2894234244).
- Daniel Aubin, Néologirouettes, Sudbury, Prise de parole, 2012, 153 p. (ISBN 9782894232897 et 2894232896).

### Projets en tant que co-auteur
- Daniel Aubin, Crise 2! Autour d’un foyer, Théâtre du Nouvel-Ontario, 2004.
- Daniel Aubin, Et après…, Le collectif FFF, 2004.
- Daniel Aubin, Tranquillité, Le collectif FFF, 2005.
- Daniel Aubin, Contes presque Urbains, Productions Roches Brûlées, 2014.
- Daniel Aubin, Brokedown Town, Crestfallen Theatre, 2016.

### Autres projets littéraires
- Daniel Aubin (Paroles, chanson qui figure sur l'album Morgue de Konflit Dramatik), Words Fail, 2005.
- Daniel Aubin (Paroles, chanson qui figure sur l'album Éponyme de Konflit Dramatik), Tête de poisson, 2007.
- Daniel Aubin (Révision de traduction), Le pluvier Kildir, Éditions Prise de parole, 2015.
- Daniel Aubin (Révision de traduction), Agonie City, Éditions Prise de parole, 2017.
- Daniel Aubin (Accompagnement littéraire pour un manuscrit du poète sudburois Tom Leduc), Slagflower, Latitude 46 Publishing, 2018.
- Daniel Aubin (Traduction d’un recueil de poésie de Gregory Scofield), Louis: Poèmes hérétiques, Éditions Prise de parole, 2020.

### Participation à des pièces de théâtre
- Daniel Aubin, Et après…, Sudbury, ON, Le collectif FFF, 2004
- Daniel Aubin, Tranquillité, Sudbury, ON, Le collectif FFF, 2005
- Daniel Aubin, Exits, Ottawa, ON, Théâtre la catapulte et Théâtre du Nouvel-Ontario, 2006
- Daniel Aubin, Les Roger, Sudbury, ON, Théâtre du Nouvel-Ontario, 2011
- Daniel Aubin, Nowhere du Nord, Sudbury, ON, Fondation Musagetes, 2013
- Daniel Aubin, Lenin’s Embalmers, Sudbury, ON, Encore Théâtre, 2013
- Daniel Aubin, Contes Presque Urbains, Sudbury, ON, Production Roches Brûlées, 2014
- Daniel Aubin, Abraham Lincoln Goes to the Theatre, Sudbury, ON, Encore Theatre, 2015
- Daniel Aubin, Brokedown Town, Sudbury, ON, Crestfallen Theatre, 2016
- Daniel Aubin, Billy Elliot, Sudbury, ON, Y. E. S. Theatre, 2017
- Daniel Aubin, Blind Nickel Pig, Sudbury, ON, Pat the Dog, 2017
- Daniel Aubin, Contes sudburois, Sudbury, ON, Éditions Prise de parole et le Salon du livre du Grand Sudbury, 2018

## Prix et distinctions
- 2012-2014 : Poète lauréat de la région du Grand Sudbury[1],[15]